# Jesús (Atenas)
Jesús è un distretto della Costa Rica facente parte del cantone di Atenas, nella provincia di Alajuela.